# Harold Parfitt

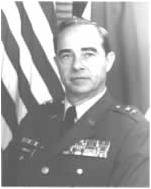
Maj. Gen. Harold R Parfitt

Harold Robert Parfitt (* 6. August 1921 in Coaldale, Schuylkill County, Pennsylvania; † 21. Mai 2006 in Dallas, Texas) war ein US-amerikanischer Ingenieur, Generalmajor des US Army Corps of Engineers sowie von 1975 bis 1979 letzter Gouverneur der Panamakanalzone.

## Leben
Parfitt trat nach dem Schulbesuch in die US Army ein und wurde nach Absolvierung der US Military Academy in West Point 1943 zum Leutnant befördert. Er nahm an der Landung am Omaha Beach am D-Day teil und wurde dabei verwundet. Im Anschluss absolvierte er ein Studium am Massachusetts Institute of Technology (MIT) und schloss dieses 1948 ab. In den folgenden Jahren diente er im US Army Corps of Engineers (USACE) und war nach Beendigung des Command and General Staff College (CGSC) in Fort Leavenworth zuerst Stellvertreter und dann von August 1962 bis Mai 1965 Bezirksingenieur im USACE-Bezirk für den Südatlantik (South Atlantic Division).
Im Juni 1965 wurde er Vizegouverneur (Lieutenant Governor) der Panamakanalzone sowie Vizepräsident der Panamakanalgesellschaft und bekleidete diese Funktionen bis September 1968. Während dieser Zeit absolvierte er 1967 auch einen Kurs im Fach Management an der Harvard University. Im Anschluss war er während des Vietnamkrieges zwischen November 1968 und November 1969 Kommandierender Offizier der 20. Ingenieurbrigade in Vietnam sowie danach von Dezember 1969 bis August 1973 Bezirksingenieur im USACE-Bezirk für den Südwesten (Southwestern Division) in Dallas. Während dieser Verwendung wurde er 1971 zum Generalmajor befördert. Ende 1973 wurde Generalmajor Parfitt Kommandierender General des US Army Engineer Center sowie Kommandant der US Engineer School in Fort Belvoir und behielt diese Position bis März 1975.
Am 1. April 1975 wurde Parfitt als Nachfolger von David Stuart Parker Gouverneur der Panamakanalzone, bekleidete dieses Amt bis zur Rückgabe der Kanalzone an Panama am 30. September 1979 und war damit der letzte US-amerikanische Gouverneur. Während seiner Amtszeit verdeutlichte er zunehmend die Realitäten, aber auch die Befindlichkeiten aus dem laufenden Betrieb des auf panamaischen Territorium liegenden Kanals. Daneben unterstützte er Lern- und Ausbildungsprogrammen zur Belebung der Panamakanalgesellschaft und von Regierungsorganisationen. Er empfahl die Beendigung der getrennten Schulen für US-amerikanische und lateinamerikanische Schüler. Außerdem leitete er einen Wechsel bei der Belegung von Wohnungen ein, die zuvor ebenfalls getrennt nach US-amerikanischen und lateinamerikanischen Staatsbürgern vergeben wurden. Schließlich kam es während seiner Amtszeit 1976 zu einer zweiten Erhöhung der Mautgebühren sowie am 7. September 1977 zur Unterzeichnung des neuen Panamakanalvertrages zwischen Panama und den USA.
Parfitt trat 1979 in den Ruhestand und starb am 21. Mai 2006 in Dallas, Texas.
Seine 1956 geborene Tochter Karen Hughes war eine der engsten Beraterinnen von US-Präsident George W. Bush sowie Staatssekretärin im Außenministerium der Vereinigten Staaten.

## Ehrungen
- 2 × Distinguished Service Medal
- 2 × Legion of Merit Medal
- Purple Heart